# 코망쇠 형제
《코망쇠 형제》는 만화가 오원석이 그려낸 한국 명랑만화이다. 1987년 소년동아일보에 연재하였으며 2005년 12월에 연재가 종료되었다. 제목의 뜻은 코가 없이 살아가는 형제들이라는 뜻으로 형제가 모두 코가 망가졌거나 코가 그려지지 않은 채로 나온다. 특히 작은 코망쇠라 불리는 동생의 경우 아예 코가 그려지지 않았다. 
단행본은 1990년대 민서출판사에서 발행되었다. 

## 줄거리
코가 짧고 아예 없이 살아가는 코망쇠 형제가 그려나가는 명랑적이고 가족적인 이야기. 

## 등장인물
- 큰 코망쇠(형) : 본작의 주인공이자 코망쇠 형제 중 형. 돼지코 같은 코를 가졌으며, 의외로 반듯한 외모를 가졌다. 공부를 뒷전이고 엉뚱한 짓거리를 잘 저지르며, 또한 호기심이 많다.
- 작은 코망쇠(동생) : 본작의 주인공이자 코망쇠 형제 중 동생. 머리가 두 가닥 밖에 없고 둥근 면상을 가졌으며, 점과 같은 두 눈이 있지만 놀랄 때 눈이 떠지기도 한다. 형에 비하면 상대적으로 철이 들고 매사에 똑똑하고 의젓한 모습이다. 참고로 원작자의 또다른 만화인 따개비 한문숙어에서 엑스트라로 등장하기도 한다.
- 코망쇠 아버지 : 코망쇠 형제들을 키우는 아버지. 평범한 성격이다.
- 코망쇠 어머니 : 코망쇠 형제들을 키우는 어머니.
- 코망쇠 할아버지 : 코망쇠 형제들의 할아버지로, 손자들과 쌍벽을 이루며 자주 나온다. 개고기와 보신탕을 좋아한다.
- 바둑이 : 코망쇠네에서 기르는 개.
- 능글이 부자 : 코망쇠네 이웃집에 사는 부자. 사실은 원작자의 또다른 만화인 따개비 한문숙어에도 나온다. 코망쇠 할아버지와도 잘 아는 사이.